# 各務原市役所
各務原市役所（かかみがはらしやくしょ）は、地方公共団体である岐阜県各務原市の組織が入る施設（役所）。

## 概要

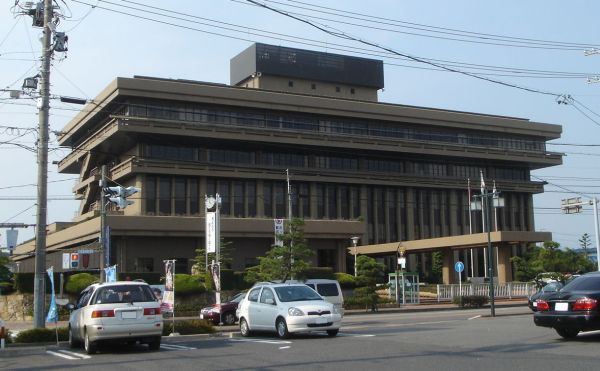
旧庁舎

1963年（昭和38年）の各務原市発足時は、各務原市蘇原古市場町509番地の1（当時の住所）に存在した旧・稲葉郡蘇原町役場を仮の庁舎としたが、不足のため、蘇原中学校の校舎の一部も使用した。新たな庁舎については何処にするか二転三転し 、1964年（昭和39年）に現在地にあたる各務原市那加桜町1丁目69番地の岐阜県蚕業試験場 の建物を庁舎として転用が決まり、1965年（昭和40年）1月1日に移転。同年1月5日より開庁した。
旧庁舎は1972年（昭和47年）8月25日に着工し、1973年（昭和48年）3月31日に完成した 。

### 新庁舎
2015年（平成27年）3月、庁舎の老朽化及び耐震性の問題により、各務原市本庁舎耐震化基本構想がまとめられた。現庁舎耐震補強化、及び建て替える場合のの新庁舎建設地として、現庁舎敷地、総合福祉会館敷地、市民公園敷地、学びの森敷地、中央小学校付近、高山本線各務ケ原駅付近が検討された。同年5月に庁舎の建て替えが決定する。
2016年（平成28年）3月、各務原市新庁舎建設基本計画策定委員会により各務原市新庁舎建設基本計画（素案）が答申された。新庁舎の建設場所が現庁舎敷地となる。
同年11月3日、市は、新庁舎建設基本設計業務について公募型プロポーザルを実施。代表企業の最優秀者に日本設計中部支社を選定した。12月27日、市は「日本設計・大建設計・Meet's設計工房設計共同企業体」と基本設計業務委託の契約を締結した。
2017年（平成29年）、基本設計案が決まる。新庁舎は高層棟（地上7階地下1階建）と低層棟（地上2階建）で構成される。高層棟は現庁舎南の駐車場及び現庁舎の一部を解体した敷地に建設され、2019年（令和元年）8月に着工した。
2021年（令和3年）9月、新庁舎（高層棟）が完成。同年9月21日から業務を開始。低層棟は旧庁舎解体後に着工し、2022年度中の完成予定であったが遅れ、2023年度完成を目指しており、2023年8月に低層棟の完成、同年11月に駐車場の完成を予定。2023年11月6日に低層棟と駐車場が完成し、新庁舎の建設事業は完了した。
高層棟は免震構造の鉄筋コンクリート造地下1階地上7階建、延床面積は15,210m2。低層棟は耐震構造の鉄骨造地上2階建、延床面積は1,118m2。
高層棟の1階東側通路と2階東側通路には壁面展示スペースがあり、各務原市歴史民俗資料館の展示スペースとなっている。1階の壁面展示スペースは各務原市の歴史に関する展示をする「ヒストリーウィンドウ」、2階の壁面展示スペースは市所蔵の芸術作品などを展示をする「アートウィンドウ」となっている。
低層棟1階には展示や講習会などのイベント、飲食などに使用できる「市民交流スペース」が設置されている。また低層棟南広場はキッチンカーの出店スペースとしても使用する。

## 所在地
本庁舎
岐阜県各務原市那加桜町1丁目69番地
北庁舎　（各務原市産業文化センター6．7階）
岐阜県各務原市那加桜町2丁目186番地
健康管理課 （各務原市総合福祉会館1階）
岐阜県各務原市那加桜町2丁目163番地
各務原市水道事業庁舎
岐阜県各務原市三井東町4丁目32番地

## 業務時間
- 月曜日から金曜日の8時30分から17時15分（土曜日・日曜日・祝日・年末年始を除く）

## 業務内容
本庁舎（高層棟）
- 6階
  - 議場
  - 正副議長室
  - 議員図書室
  - 議会事務局
  - 第1委員会室
  - 第2委員会室
- 5階
  - 都市活力創造課
  - 建設管理課
  - 都市計画課
  - 建築指導課
  - 道路課
  - 用地課
  - 河川公園課
  - 総務課
  - 契約経理課
  - 管財課
- 4階
  - 防災対策課
  - 情報推進課
  - 統計室
  - 記者クラブ室
- 3階
  - 市長室
  - 副市長室
  - 秘書室
  - 広報課
  - 人事課
  - 財政課
  - 企画政策課
- 2階
  - 税総合窓口
  - 市民税課
  - 税務課
  - 資産税課
  - 環境政策課
  - 高齢福祉課
  - 介護保険課
  - 福祉政策課
  - 会計課
  - 市金庫
  - 市政情報コーナー
  - 多目的スペース
- 1階
  - 市民課
  - 医療保険課
  - 子育て応援課
  - 子ども家庭支援課
  - こども家庭センター「クローバー」
  - 母子健康包括支援センター
  - 社会福祉課
  - 基幹相談支援センター「すまいる」
  - おくやみコーナー

本庁舎（低層棟）
- 2階
  - まちづくり推進課

北庁舎（各務原市産業文化センター6．7階）
- 7階
  - 教育施設整備推進室
  - 教育委員会事務局総務課
  - 学校施設課
  - 学校教育課
  - 青少年教育課
  - 文化財課
  - スポーツ課
  - 少年センター
- 6階
  - 産業政策課
  - 商工振興課
  - 観光交流課
  - いきいき楽習課
  - 農政課
  - 選挙管理委員会事務局

各務原市総合福祉会館
- 1階
  - 健康管理課

各務原市水道事業庁舎
- 4階
  - 水道施設課
- 2階
  - 水道施設課
- 1階
  - 水道総務課
  - 下水道課

## サービスセンター
川島市民サービスセンター
- 岐阜県各務原市川島河田町1029-47

尾崎市民サービスセンター
- 岐阜県各務原市尾崎西町1丁目7-2

稲羽市民サービスセンター
- 岐阜県各務原市上戸町3丁目324

鵜沼市民サービスセンター
- 岐阜県各務原市鵜沼羽場町2丁目53

みどり坂市民サービスセンター
- 岐阜県各務原市鵜沼東町7丁目65

蘇原市民サービスセンター
- 岐阜県各務原市蘇原野口町1丁目1-3

## 交通アクセス
- 名鉄各務原線「各務原市役所前駅」下車、徒歩約3分。
- 国道21号線（那加バイパス）「那加大東町」交差点を北上。